# Calanthemis subcruciatus
Calanthemis subcruciatus es una especie de escarabajo longicornio del género Calanthemis, tribu Clytini, subfamilia Cerambycinae. Fue descrita científicamente por White en 1855.

## Descripción
Mide 9,5-13 milímetros de longitud.

## Distribución
Se distribuye por Kenia, Mozambique y Somalia.